# 小林幹幸
小林 幹幸（こばやし もとゆき、1963年10月15日 - ）は、日本の写真家、映画監督。
写真家小林基行とは同一人物である。
2020年より全ての表記をカタカナのコバヤシモトユキに統一

## 経歴
東京工芸大学短期大学部（現：東京工芸大学）卒業後　広告制作会社、カメラマンアシスタントを経て1989年独立。
長い間、アーティストネームを小林基行と表記していた。独立時、雑誌等で活動を始めた頃の表記は本名の小林幹幸（もとゆき）。
1991年、PARCO PROMISING PHOTOGRAPHERS展にて湾岸戦争中の帰還兵やファッションモデルたちのドキュメント「Ropponngi days」 で選出される。
この時期に基行のアーティストネームを使い始める。
2008年、写真展「ナチュラリーズ」を機に、名前を本名の小林幹幸に改める。
広告、ファッションの分野をメインに活動するが、写真作家活動を平行に行っている。
オリジナルプリントの価値を世の中に問うため、写真家集団　「INFINITY」を、北島明、舞山秀一、半沢健、中村和孝、設楽茂男、鶴田直樹、rosemary、ハービー山口らと、合同で主催、代表を務めている。
スクールガールシリーズと題した女子校生をイノセントに撮るシリーズで５冊の写真集を出版。
2007年、同シリーズ「innocent youth」にて、NYのエージェンシーであるART+COMMERCE から「PEEK 2007」として、その年の世界の優秀写真家　13人に日本では唯一選出されている。
2011年、アイドルグループAKB48のDVD『AKBがいっぱい』のジャケットを撮影。同時にこの広告で渋谷をジャックすることになった。
タワーレコード、TSUTAYA、センター街はスクールガールのコスチュームを来たAKB48で埋め尽くされた。
109のシリンダー広告は日替わりでメンバーが変わったこともあり、芸能ニュースにもとりあげられた。
東北の震災で大船渡の小学校の全員の記念写真を撮る。
東北地方の仙台、気仙沼で活動しているアイドルの記録写真を撮る。東北の復興をテーマにした写真展「スクールガールジャパン」を開催。
2012年、ライフワークである”スクールガール”シリーズ10年の総集編ともいえる個展”スクールガールジャパン”を新宿ペンタックスフォーラム（現、リコーイメージングスクエア）で開催する。
中でも被災地東北のアイドルグループを起用した被災地での写真は話題を呼んだ。
この時に販売されたオリジナルプリントはチャリティーとして“心に光をプロジェクト　HEART LIGHT SENDAI  を通して震災で家族をなくした児童に届けられている。
気仙沼のアイドルグループ　SCK　GIRLS のミュージックビデオ　“Re Generation" では監督をつとめている。
2013年、　桐木憲一原作のコミック『東京シャッターガール』の映画化では、手塚眞、寺内康太郎と共に、初の映画監督としてメガホンをとっている。
2014年2月、「INFINITY vs〜僕らと、たった一人のモナ〜」を共同で主催。メンバーは、北島明、小林幹幸、笹口悦民、設楽茂男、鶴田直樹、中村和孝、半沢健、舞山秀一、Rosemary驚異の15歳と言われるファッションモデルの松岡モナを9人のメンバーが撮りおろすということで話題を呼んだ。
東宝シンデレラ受賞者8人（上白石萌歌、上白石萌音、秋月成美、松島純菜、山崎紘菜、小川涼、浜辺美波、吉田まどか）を、デジタルのライカMで撮りおろした写真集「Afterschool コバルトデイジー」を発表。
2014年、幻冬舎から出版された『TREAT ORIGINAL WEDDING BOOK』ではメインフォトグラファーとしてファッションシューティングを担当している。
2014年、ペンタックス６４５Zのムック『PENTAX６４５Z　新たなるプロフェッショナルスタンダードの世界』（玄光社刊）を責任編集というかたちで編集参加している。
自身の自叙伝的なページとともに、参加写真家のコーディネーションなども担当している。
2018年、ベストセラー「かみさまは小学5年生」著者すみれ（サンマーク出版）の表紙を担当
2020年、ポートレート雑誌「Camera hokics フレア」（（株）ホビージャパン）責任編集として雑誌を刊行。親交のあるカメラマン　ハービー・山口　青山裕企　HASEO イルコアレクサンダロフ　福島裕二　中井精也　が出稿。同時に令和のポートレートというテーマで、SNSカメラマンとフリーモデルという新しい才能を注目させる本を作った。
2015年より毎月１回、ワークショップ「CAMERA &FRIENDS」を立ち上げ、アマチュアや後進の指導をする。
ポートレートを通じて、生きている素晴らしさ、を伝えていく活動をしており
2024年現在、なおも精力的に作品の制作活動を行い、多くのポートレート愛好家に支持されている。

## 功績
写真界における功績は、制服写真という分野を作ったこと、ウェディングのファッション写真をメジャーに押し上げたこと。映画という形態で自らの写真論を表現したことの３つがあげられる。
1. 制服写真、青い色調の写真の創作
2004年にブックマン社から発売の写真集、『青春　トーキョースクールガール』にて、”スクールガール”という分野を創る。
それ以前、日本での出版業界で制服を着用した少女の写真は、プライバシーを守る為、タブーであった。　
そしてその写真集は、ブルーの色調で統一されていたこともエポックメイキングな出来事であった。
小林幹幸の特徴である青い色調の写真は、死を連想するというので、出版社から敬遠される色調であった。
青春を連想する写真で青く傾いた色調を使うのはこの写真集以降のことである。
この写真集のイメージからAKB４８のDVD広告”AKBがいっぱい”を撮影を担当し、小林幹幸の名前は広く知られることになった。
小林幹幸の創ったスクールガールシリーズの制服写真は、多くのスクールガールフォロワーを生み、広告の世界から、アマチュアの女性写真の分野にまで浸透していった。
2. ウェディングのファッション写真家
そして、もうひとつの功績として大きいのは、ファッション写真の分野で、ウエディングの可能性を大きく広げたことだろう。
それまで一般のブライダル撮影と混同され、地位の低かったウェディングのファッション写真を華麗で魅力的なものにしていったパイオニアである。
2008年にアートディレクター、ワキリエとのコンビで、文藝春秋で出版された『スマイルウェディングブック』はそれまで広告で携わった写真をまとめたものであったが、このような書籍が以前にはなくベストセラーになっている。
以降、コンビで『スマイルウェディングレッスンノート』『スマイルウェディング』『スマイルウェディングダイアリ－』『Smile WEDDING 2013 WEDINGxARTxFASHION』を刊行。
デザイナーでありセレクトショップオーナーである山城葉子とのコラボレーションであるTREAT DRESSINGのカタログ、書籍は、ハワイ、イギリス、タイと既存のウェディング写真にはないスケール感のある写真を発表している。
3. 映画監督として
2013年に監督した映画『東京シャッターガール』は漫画家・桐木憲一の原作で、手塚眞、寺内康太朗との共作であるが、小林幹幸は最も長編の『写真ってなに』を担当。
この作品は、写真と映画の観念をミックスにした日本を代表する作品としてハンブルグ国際映画祭での招待作品に選ばれている。
2014年には東山町で行われる写真甲子園でも高校生むけに上映されるなど、写真を考える人々にヒントを与える映画として浸透している。
この映画に小林は小森元気という自らをモデルにしたキャラクターを登場させた。
親しい間柄にある写真家　ハービー山口には、顧問の細村先生を演じてもらい、自身の写真論を投影している。　　　

## 主な作品
- トーキョーポートフォリオ（1995年、新潮社）
- TOKYO MODELS（1996年、ネオファクトリー）
- 青春　トーキョースクールガール（2004年、ブックマン社）
- スクールガール（2005年、新風舎）
- エバーグリーン（2006年、主婦と生活社）
- スクールガール6X7（2007年、アップフロントブックス）
- スマイルカメラ（2007年、アップフロントブックス）
- スクールガールジャパン（2012年　エバーグリーンブックス）
- コバルトデイジー　After school   (2013年　ギャンビット）

## 写真展
- 「the  session 展」1997年、ギャラリーロケット
- 「Days of heaven」2002年、アートフォトサイトギャラリー
- 「One love 名前のない街」2004年、アートフォトサイトギャラリー
- 「スクールガール」2006年、アートフォトサイトギャラリー
- 「ナチュラリーズ展」2008年、ブリッツギャラリー
- 「スクールガールジャパン」2012年　新宿ペンタックスフォーラム
- 「アイデンティティーズ　コバヤシを巡る旅」2019年、リコーイメージングスクエア東京　日本全国の小林と名のつく地名を3年かけて撮影したニューカラーの風景写真展。
- 「NEW TORK DAYS 　夢を追いかけた」2020年、オルレアカメラギャラリー　吉祥寺　1990年台から2000年代、ニューヨークの仕事やコニーアイランドのモノクロームの風景写真。

### グループ展
- 「Group 90展」1990年、コダックフォトサロン銀座
- 「PARCO PROMISING PHOTOGRAPHERS展」1992年、パルコギャラリー　Exposure
- 「カプセル展」1998年、ラフォーレギャラリー
- 「city scape 展」2005年、アートフォトサイトギャラリー
- 「ZEN photographers 展」2006年、アートフォトサイトギャラリー
- 「ポートレート専科展」2009年＆2010年、ギャラリー　le deco
- 「インフィニティー展」2011年4月、インスタイルフォトグラフィーセンター
- 「インフィニティ2展」2011年10月、インスタイルフォトグラフィーセンター
- 「インフィニティ3展」2011年10月、POST リムアート
- 「インフィニティ vs展」2014年2月、渋谷パルコ　パルコミュージアム
- 「TOKYO models AWARD」2018年から年２回（2020年夏は新型コロナのため行われなかった）写真展　主催。アマチュアのポートレート文化の発展に寄与している。

### トークショー
- adobe デジタルフォト＆デザインセミナー（2011年）[5]
- ライカデイズ2011　名古屋、大阪、福岡、東京　赤坂ラフォーレミュージアム　2days（2011年）

## 主な仕事
- 「トーキョースクールガール　フォトテクニックデジタル」　連載中（2011年3月現在、玄光社）
- 監督作品「東京シャッターガール」（2013年10月公開　池袋シネマロサ、東京都写真美術館）

コバヤシモトユキ名義

### 広告
- モモナチュラル　momo natural
- トヨタ自動車 T-CO（モデル：渡辺麻友、指原莉乃）
- トヨタ自動車 プリウス　PRIUS MINT（モデル：吉高由里子）

### CM（撮影）
- 「空と大地のドレッシング」（日本食研）

### 映画出演
- 白痴（1999年、手塚眞監督）

### 映画監督作品
- 東京シャッターガール（2013年）

## オリジナルグッズ
2015年　小林幹幸シグニチャーモデルのカメラバッグがMap Cameraにより発売される。 「BLACK TAG TYPE 288」という名前で素材選び、デザイン、細部のディティールにいたるまでデザインし完成させた。
2018年　完売の後、Mark II  として軽量型のバッグを発売。
2019年　トートタイプのバッグ TYPE208を発売。「CAMERA& FRIENDS」のロゴが入っている。

## 特集が組まれた雑誌
- 「コマーシャル・フォト」（2000年3月号、玄光社）
- CAPA 中国版  (2012年11月号)